# Sárváry István (közgazdász)
Sárváry István (1975. december 8. –) magyar vállalkozásszervező közgazdász, a V-Híd Zrt. volt vezérigazgatója.

## Életpályája
2000-ben diplomázott 25 évesen a Szent István Egyetem vállalkozásszervező közgazdász szakának pénzügy szakirányán.
2001-től 2012-ig a Contractors Kft.-nél dolgozott. 2012-től 2013-ig a Magyar Alkotóművészeti Közhasznú Nonprofit Kft.-nél stratégiai igazgatóként tevékenykedett. 2013 és 2014 között főtanácsadó volt a Budai Várnegyed, a Fertődi Eszterházy-kastély és a Kúria Megújításáért Felelős Kormánybiztosságnál. 2014 és 2015 között a Miniszterelnökség kulturális fejlesztésekért felelős helyettes államtitkára volt. 2015-től menesztéséig, 2016. augusztus 15-ig a Forster Gyula Nemzeti Örökségvédelmi és Vagyongazdálkodási Központ elnöke volt.
2016-tól a Mészáros Lőrinc-féle V-Híd Zrt.-nél dolgozott, ahol vezérigazgatói pozíciót töltött be.
2025. július 28-án közös megegyezéssel távozott a V-Híd éléről, illetve ugyanazon napon lemondott az MBH Bank Nyrt. igazgatóságában betöltött igazgatósági tagi tisztségéről.